# کوریا پینتو
کوریا پینتو (به پرتغالی: Correia Pinto) یک منطقهٔ مسکونی در برزیل است که در سانتا کاتارینا واقع شده‌است. کوریا پینتو ۱۲٬۵۵۳ نفر جمعیت دارد.